# Триптаза
Триптаза (Шифр КФ 3.4.21.59) — фермент, сериновая протеаза, локализующаяся в тучных клетках, маркёр активации тучных клеток.

## В клинике
Нормальный уровень триптазы в сыворотке крови менее 11,5 нг/мл. Повышенная концентрация сывороточной триптазы может наблюдаться при анафилактической или похожих реакциях. Триптаза, как правило, с меньшей вероятностью повышается в случае аллергических реакций на продукты, в отличие от других типов аллергии. Повышенная сывороточная триптаза также может предполагать эозинофильный лейкоз, вызванный мутациями с образованием синтетического гена FIP1L1-PDGFRA, либо системный мастоцитоз.

## Физиология
Триптаза играет роль в аллергической реакции и, возможно, является митогеном для линий фибробластов. Это фермент с аллостерической регуляцией активности.

## В патологии
Клетки Клара также содержат триптазу, которая, как считается, отвечает за расщепление гемагглютинина вируса гриппа типа А, который в результате активируется и приводит к симптомам гриппа. Триптаза мыши MCP6 играет роль в хронической инфекции паразитарным Trichinella spiralis.

## Гены триптаз
У человека продукты следующих генов обладают триптазной активностью:
| Ген человека | Фермент          |
| ------------ | ---------------- |
| TPSAB1       | Триптаза альфа-1 |
| TPSAB1       | Триптаза бета-1  |
| TPSB2        | Триптаза бета-2  |
| TPSD1        | Триптаза дельта  |
| TPSG1        | Триптаза гамма   |
| PRSS22       | Триптаза эпсилон |

У мыши продукты следующих генов обладают триптазной активностью:
| Ген мыши | Фермент        |
| -------- | -------------- |
| MCP-6    | Триптаза MCP-6 |
| MCP-7    | Триптаза MCP-7 |